# Caroline Fouts
Caroline Fouts, née le 8 septembre 2005 à Rye, est une joueuse professionnelle de squash représentant les États-Unis. Elle atteint en mai 2024 la 59e place mondiale sur le circuit international, son meilleur classement.

## Biographie
Elle débute le squash à l'âge de 8 ans et elle est titrée championne américaine dans chaque catégorie de jeunes. En 2024, elle finaliste des championnats du monde par équipes avec l'équipe américaine. En 2024, elle entame des études universitaires à l'université Harvard.

## Palmarès

### Finales
- Championnats du monde par équipes : 2024